# 高崎競馬場

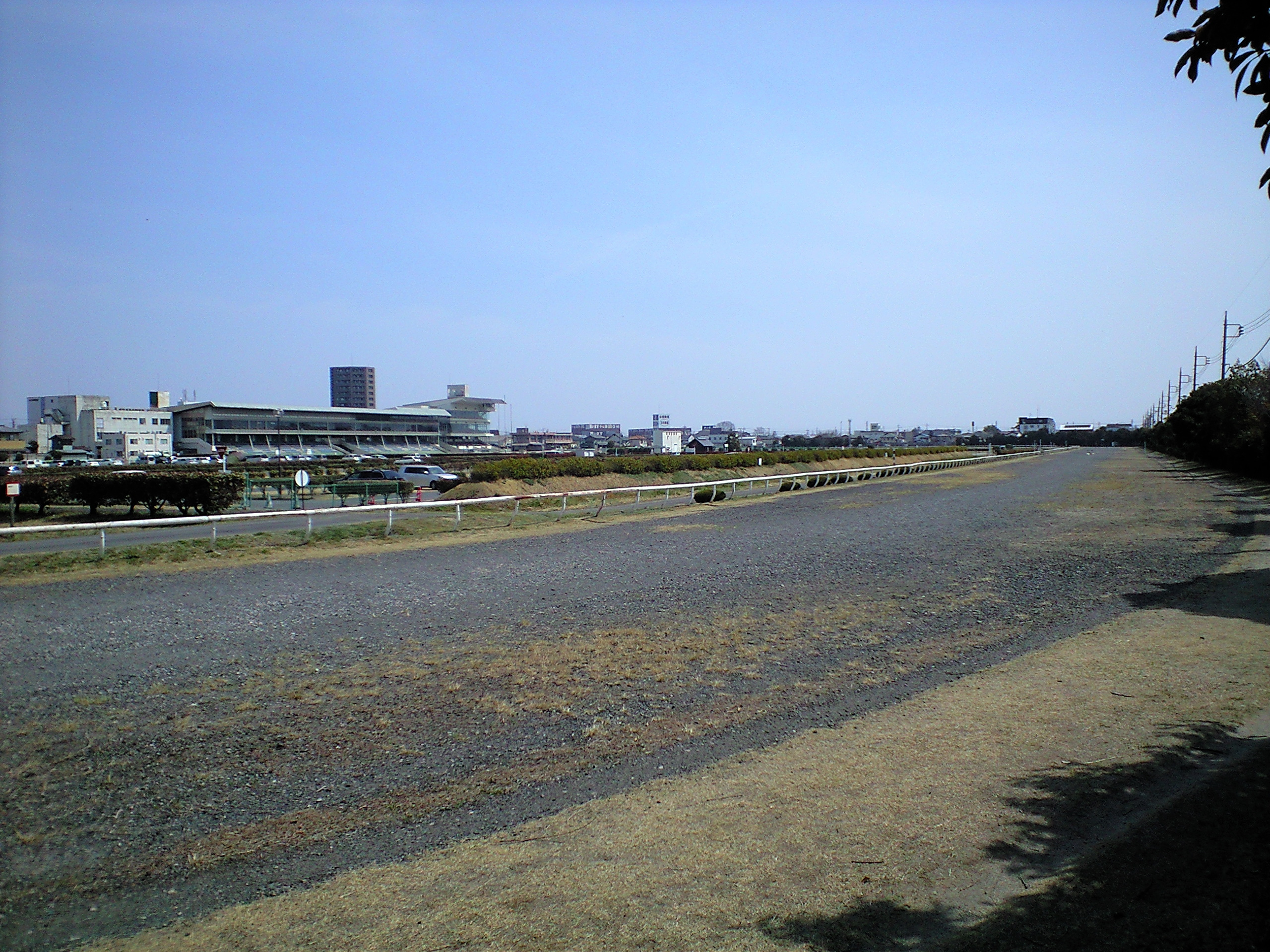
バックストレッチ側より、かつてのメインスタンドを望む。ダートは整地されている。（2012年4月）

高崎競馬場（たかさきけいばじょう）は、群馬県高崎市で1924年（大正13年）から2004年（平成16年）まで開催されていた地方競馬の競馬場。
ここでは地方競馬の場外勝馬投票券発売所であるBAOO高崎（バオーたかさき）と、過去に運営されていた日本中央競馬会のウインズ高崎についても記述する。

## 概要
1924年（大正13年）10月1日に開設された。
面積は約10ヘクタールあり、1948年（昭和23年）以前に民間が行っていた競馬場を、競馬法施行と同時期に公営競馬（地方競馬）として群馬県を中心として強制的に運営することになり、県とその関係機関が相続にかかった地権者から購入しようとしたため、土地の所有権については現在も複雑な利権関係になっている。2004年（平成16年）の廃止時には、群馬県と高崎市が設置した一部事務組合である群馬県競馬組合が主催していた。
厩舎などは競馬場に併設していたが、「足利競馬場と連携を取る」という名目で、当時の群馬県議会議員によって現在の伊勢崎市に造成された境町トレーニングセンターへ移動され、その後敷地内に場外売場の境町場外も設置された。

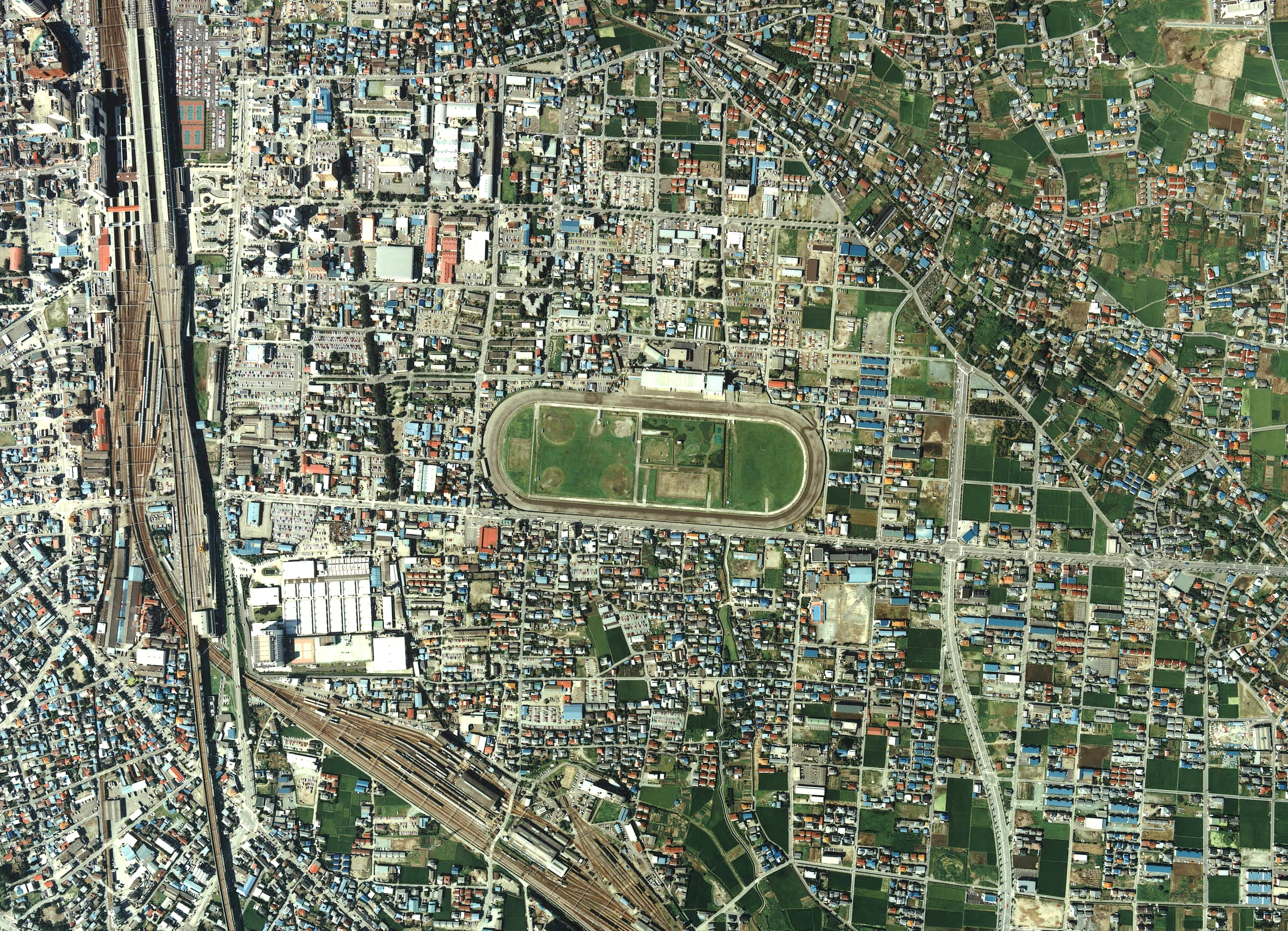
高崎競馬場付近の空中写真。左上に高崎駅が見える。1986年撮影。
。

コースはダートのみで、1周1200メートルの右回りで直線走路は300メートル。D-Net加盟であった。
宇都宮競馬場（2005年（平成17年の3月廃止）・足利競馬場（2003年（平成15年）3月廃止）とともに「北関東Hot競馬」の名称で交流レースや北関東グレードの制定など、幅広い提携を行っていた。JRA（日本中央競馬会）との連携も深く、勝ち馬が優先的にJRAのレースに出走可能となる「JRA認定レース」の導入や、地方・中央統一重賞（ダートグレード競走）の「群馬記念」を開催するなど様々な工夫を見せていた。さらに、現在でも一部の地方競馬で行なわれている個人協賛競走の先駆けとなる「企業・団体協賛競走」を実施し、3万円を支払ってそれ相当の商品を優勝馬の関係者に贈呈することを条件（のちに1万円の費用で個人も対象に加えた）に実施した。
近年の累積赤字経営が響き、売り上げ好転の見込みがないとして2004年（平成16年）限りでの廃止が表明された。これに対しライブドアの前社長である堀江貴文が、2005年（平成17年）1月より競馬法の改正で馬券発売などの民間委託が可能になることを受けて高崎競馬への参入を検討していたが、県との話し合いが付かず、2004年（平成16年）12月31日の開催をもって廃止されることとなり、最終的に60数億円の負債を抱えて競馬場の歴史に幕を下ろした。
開催最終日にはメインレースの高崎大賞典を含めた12競走を実施する予定になっていたが、積雪の影響から第8競走終了後に高崎大賞典を含む残りの競走を中止することが決定した。代替開催も行わないことから、第8競走（勝ち馬：ファーストルーチェ、騎手：赤見千尋）が81年の歴史にピリオドを打つ競走となった。
廃止後はメインスタンドが場外馬券売場施設となったが、しばらくの間は他の施設もほとんど取り壊されず残存していた。かつての本馬場は一部が駐車場へ変わり、馬場内の敷地は「高崎競馬場運動公園」として昼間開放され、自由に出入りできる広場として活用されていた。その後、群馬県が複合一体型コンベンション施設として整備を進めることとなり、2016年（平成28年）11月末までにスタンドや事務所棟が解体された（場外馬券売場施設「BAOO高崎」はそれに先立ち移設していた）。複合一体型コンベンション施設は2017年（平成29年）度に工事が着工、2019年（平成31年）度中に完成し、2020年（令和2年）6月1日に群馬コンベンションセンターとして開所した。

### コース概要
- 右回り1周1200m、直線300m[1]
- 距離設定 800m、900m、1330m、1400m、1500m、1900m、2000m、2100m、2600m（いずれもフルゲート12頭）[1]

## BAOO高崎・ウインズ高崎
2005年（平成17年）3月までは群馬県競馬組合が地方競馬他場の場外発売を行っていたが、4月1日より株式会社日本レーシングサービスが業務を引き継ぎ、「BAOO高崎」と名称を変更して引き続き場外発売を実施している。これは2005年（平成17年）1月に改正された競馬法によって新たに可能となった民間委託による場外馬券発売施設の第1号である。
また日本中央競馬会 (JRA)も、2011年12月までは「高崎場外発売所」、2012年1月からは「ウインズ高崎」の名称で同一施設内において中央競馬の場外発売を行っていた。
2015年度より、高崎競馬場跡を利用した「群馬県コンベンション施設整備基本計画」が着工することに伴い、ウインズ高崎は2014年6月1日で営業を終了した。
なお、BAOO高崎はウインズ高崎の営業終了後も引き続き営業し、2016年3月30日には同じ敷地内に新しい施設を造成して移転している。

## 歴史
- 1923年（大正12年）：高崎競馬倶楽部設立[1]。
- 1924年（大正13年）：開設、群馬県畜産連合会の主催で競馬開催が始まる[1]。
- 1943年（昭和18年）：第二次世界大戦により競馬開催中止[1]。
- 1945年（昭和20年）：群馬県馬匹組合連合会の主催で競馬開催が再開[1]。
- 1948年（昭和23年）：前橋市と伊勢崎市が主催者に加わり公営競馬を開催[10]。
- 1951年（昭和26年）：太田市が主催者に加わり公営競馬を開催。
- 1968年（昭和43年）：前橋市、伊勢崎市、太田市が組合を脱退し、以降は群馬県と高崎市が主催者として公営競馬を開催[1]。
- 1976年（昭和51年）：境町にトレーニングセンターが開設される[1]。
- 1985年（昭和60年）：境町場外発売所設置[1]。
- 1993年（平成5年）  ：FNSの日の中の一企画として第1回平成GIダービーを開催。
- 1995年（平成7年）  ：JRAGI競走の場外発売開始
- 2004年（平成16年）：12月31日の開催をもって廃止[1]。
- 2014年（平成26年）：JRAWINS高崎の発売業務を6月1日に、払戻業務を7月31日をもって終了。
- 2020年（令和2年）：群馬コンベンションセンター開所。

## 発売する馬券の種類
高崎競馬場開催時
○…発売 ×…発売なし
| 単勝 | 複勝 | 枠番連複 | 枠番連単 | 馬番連複 | 馬番連単 | ワイド | 3連複 | 3連単 |
| ---- | ---- | -------- | -------- | -------- | -------- | ------ | ----- | ----- |
| ○    | ○    | ○        | ×        | ○        | ○        | ×      | ×     | ×     |

BAOO高崎
発売全賭式購入可能。

## 場外馬券売場
- 境町場外発売所（当時の佐波郡境町。境町トレーニングセンター隣接。競馬開催終了と共に廃止）

## 主な競走
- 群馬記念（統一GIII、北関東G1）
- 北関東菊花賞（北関東G1、北関東3冠の最終戦）
- 高崎大賞典（北関東G1）
- 開設記念（北関東G1）
- 高崎皐月賞
- 高崎記念
- 高崎ダービー
- 北関東クイーンカップ
- 青峰賞
- サラブレッドカップ
- スプリンターズ賞
- 新春杯
- 東国賞
- 高崎オークス

## 群馬県コンベンション施設整備基本計画
この旧高崎競馬場の跡地利用については、群馬県の玄関の1つである高崎駅東口から1㎞の至近距離にある10.8ヘクタールという大規模な空間を生かし、高崎市におけるコンベンションホールの需要調査や、他都道府県の同種のコンベンション施設についての現況調査を踏まえ、最も有効に機能させるための活用法が検討された。
そこで取りまとめられたことが
1. これからの50年の群馬県をはばたかせる都市装置としての施設
2. 首都圏と北関東・甲信越をつなぐハブとなる大規模なコンベンション施設
3. 高崎駅周辺の都市機能との連携
4. 災害時の防災拠点としての機能

の4点が重視された。

### 基本的な施設戦略
1. 多目的利用可能な展示施設（コンサートや展示即売会、スポーツなどに利用でき、音響などの配慮を施した多目的展示施設）
2. 展示会に特化した付帯施設としての展示施設
3. 大規模な国際会議などに対応した会議施設

### 設計・建設計画
- 2016年度後半〜 実施設計[12]
- 2017年度 着工予定[12]
- 2019年度中 完成予定[12]
- 2020年度中 オープン予定[12]
- 2020年6月1日 群馬コンベンションセンター開所

## テレビ番組
- 日経スペシャル ガイアの夜明け 優駿の叫び 存続か廃止か 揺れる地方競馬（2005年1月18日、テレビ東京）[13]。- 高崎競馬の廃止を取材。